# Поліембріонія

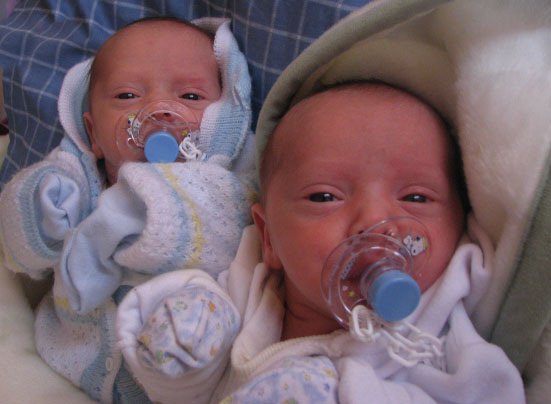
Однояйцеві близнята

Поліембріонія — (від грецьких слів поліс — численний і ембріон — зародок) — процес розвитку кількох зародків з однієї заплідненої яйцеклітини.

## У тварин
Поліембріонія досить поширена серед різних груп тварин (війчасті та кільчасті черви, іноді у членистоногих, риб, птахів, ссавців). Як постійне явище вона притаманна деяким комахам (наприклад, їздцям) і ссавцям (наприклад, броненосцям).
У людини у разі поліембріонії народжуються однояйцеві близнята, які мають ідентичний набір спадкової інформації. Однояйцеві близнюки завжди однієї статі. Розрізняють специфічну поліембріонію (нормально властиву даному виду) і спорадичну (випадкову). 
- Специфічна поліембріонія зустрічається в деяких мшанок, паразитичних перетинчастокрилих і віялокрилих комах, з ссавців — у броненосців. Разючий приклад специфічної поліембріонії — розвиток з 1 зиготи до 3 тис. личинок у їздця з роду Litomastix. У куцохвостого броненосця з 1 яйця розвивається 7-9 зародків, кожен з яких лежить у власному амніоні, але мають загальний хоріон.
- Спорадична поліембріонія зустрічається у всіх тварин, але особливо часто у деяких гідроїдних поліпів і дощових черв'яків. У хребетних вона виникає шляхом розділення зародка на кілька частин зазвичай до або на початку гаструляції. У людини в разі спорадичної поліембріонії народжується кілька (2—5) близнюків однієї статі.

Експериментально поліембріонія отримана у багатьох тварин впливом різних факторів.

## У рослин
Поліембріонія трапляється також у рослин. При цьому з однієї насінини розвивається кілька зародків (тюльпани, лілія, латаття, суниці тощо). Додаткові зародки в насінині можуть розвиватися не тільки із заплідненої яйцеклітини, а й з інших клітин насіння. Вони можуть виникнути в одному зародковому мішку (істинна поліембріонія) або в різних зародкових мішках (помилкова поліембріонія). 
- За справжньої поліембріонії кілька зародків розвиваються з однієї зиготи в результаті неправильного її розподілу (наприклад, у деяких тюльпанів), або внаслідок розщеплення предзародка або його верхівкової клітини (у латаття), а також з клітин підвіска (у лобелії). Нерідко при справжній поліембріонії зародки виникають з 1 або 2 синергід (наприклад, в ірису, лілії, мімози) або антипод (запашна цибуля). Додаткові зародки можуть виникати без запліднення — з клітин нуцеллуса й інтегументу.
- При помилковій поліембріонії зародки утворюються або в результаті розвитку в сім'ябруньці кількох зародкових мішків (суниця, піретрум), або завдяки розвитку не однієї з 4 мегаспор, як зазвичай, а декількох (наприклад, в лілії, манжетки), або завдяки розвитку додаткових апоспоричних (з вегетативних клітин) зародкових мішків поряд з нормальним (наприклад, у нечуйвітра, полиню).

## Дивись також
- Партеногенез
- Розмноження
- Онтогенез
- Поліембріонія у комах